# Warmifontaine
Warmifontaine (wallon : Warmich ) est un village belge de la commune de Neufchâteau, connu pour sa carrière d’ardoise.

## Étymologie
Un franc dénommé Warnhari serait à l’origine du nom. Cet anthroponyme germanique s'est perpétué dans le nom de famille wallon "Warnier".
Le suffixe toponymique wallon -ich dans "Warmich", fréquent en francique mosellan, pourrait avoir subsisté depuis l' époque franque, et serait alors antérieur à l'appellation composée française actuelle.
La première apparition du nom composé avec "fontaine", sous forme Warnifontaine, date de 1501.

## Historique
(janvier 2011).
L’occupation du site connue remonte aux Celtes. Des fouilles dans la région ont mis au jour de nombreux vestiges. Les Romains et les Francs ont à leur tour réinvestis les lieux exploitant par la même occasion les connaissances stratégiques de leurs prédécesseurs.
Ce village se démarque très tôt des localités environnantes. Il est peuplé en majorité d’une population ouvrière. Les premières traces du travail de la pierre sont mentionnées dès 1578, exploitations en surface extraction de pierres épaisses et de forme rudimentaire.
En 1787, le village compte 72 habitants.
La pierre produite à cette époque sert à recouvrir les toits en soudant entre elles les pierres à l’aide d’un mortier d’argile. Cette technique avait pour but de remplacer les toits de chaume trop inflammables. Plusieurs sites sont ouverts pour l’extraction de la pierre. Les exploitations à 30 m de profondeur datent de cette époque, le lavoir et de nombreux tunnels voûtés destinés soit au passage des hommes ou à l’évacuation des eaux restent présents, tous réalisés en pierre de schiste. Ils sont un témoignage du savoir-faire des carriers de l’époque.
Vers 1845, la pierre sert pour la couverture des toits et porte le nom local de « cornu ». Pour le sol, ces grandes dalles se dénomment « cherbais », mais on y produit aussi des éviers de cuisine ou des seuils de fenêtres et portes. La première société des ardoisière est créée en 1876 et porte le nom de Tock & Cie. Les méthodes sont plus modernes et la production d’ardoises pour la couverture des toits s’est perfectionnée. Les ardoises dites « scailles » sont plus fines et offrent un plus grand choix de formes et de dimensions. À cette époque, l’entreprise connaît une expansion certaine.
L’exploitation se déroule à une profondeur de 170 m et donne une ardoise de qualité et surtout qui peut se fendre à fine épaisseur, grâce à une meilleure qualité de la pierre à ce niveau. L’expansion est continue jusqu’à 1912. À cette époque la population du village est de 1 100 habitants dont 300 ouvriers.

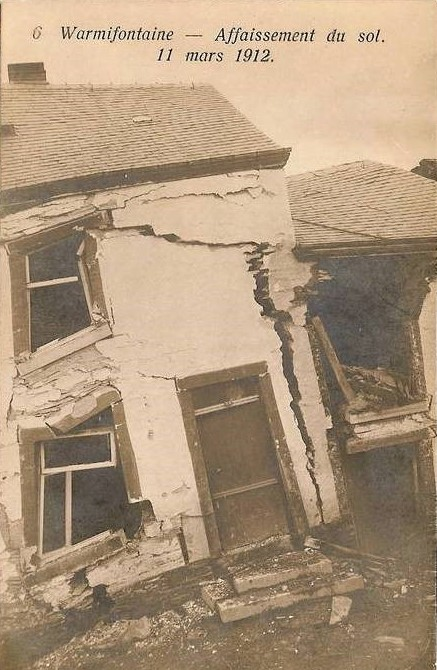
Affaissement du sol (1912)

La fête religieuse pour ces mineurs est la Sainte Barbe et est fêtée en décembre. Un puits d’extraction du centre du village lui était dédié et fut le dernier à fermer ses portes.
Un effondrement des chantiers souterrains le 12 mars 1912 marque un coup d’arrêt brutal de cette expansion. L’entreprise est à l’arrêt jusqu’en 1923 et reprend l’activité dans des proportions plus modestes. À partir des années 1960, un déclin progressif des activités de la société devenue la société des ardoisières de Warmifontaine est inéluctable, la concurrence des ardoises espagnoles, produites moins cher et avec des chantiers à ciel ouvert, les rendent trop peu compétitives et, malgré leur haute qualité, les ardoises de Warmifontaine sont délaissées pour des questions de rentabilité.
Toutes les tentatives de reprises par différents acteurs privés n’ont pas permis de stopper le déclin de cette industrie, qui a cessé définitivement en 2010. En 2010, le village de Warmifontaine compte alors 487 habitants.
De nos jours, on trouve du travail à l’extérieur du village et les commerces locaux ont disparu. Cependant la population s’est rajeunie, les écoles maternelles et primaires sont présentes et de nouveaux cartiers ont vu le jour sur les hauteurs du village.
La fin des Ardoisières et l’amélioration des revenus ont permis à chacun d’être propriétaire de sa maison. Par conséquent, ces habitations ont été rénovées, marquant une rupture avec ce qui existait dans le passé : pour les ouvriers, qui étaient logés comme locataires dans des logements sans confort par la société des Ardoisières, mais à des prix dérisoires.

## Galerie de photographies

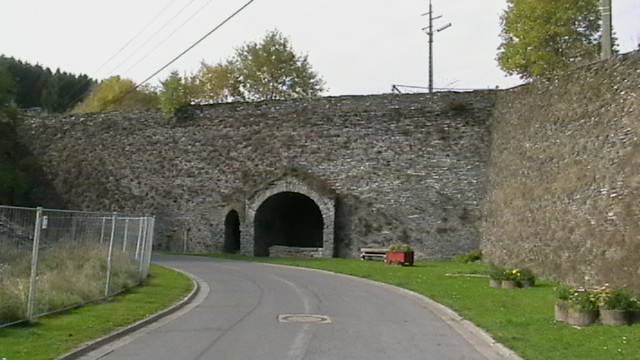
ancienne buanderie
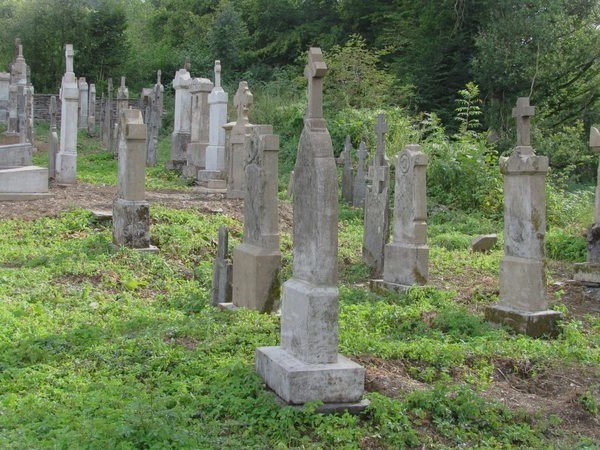
vieux cimetière
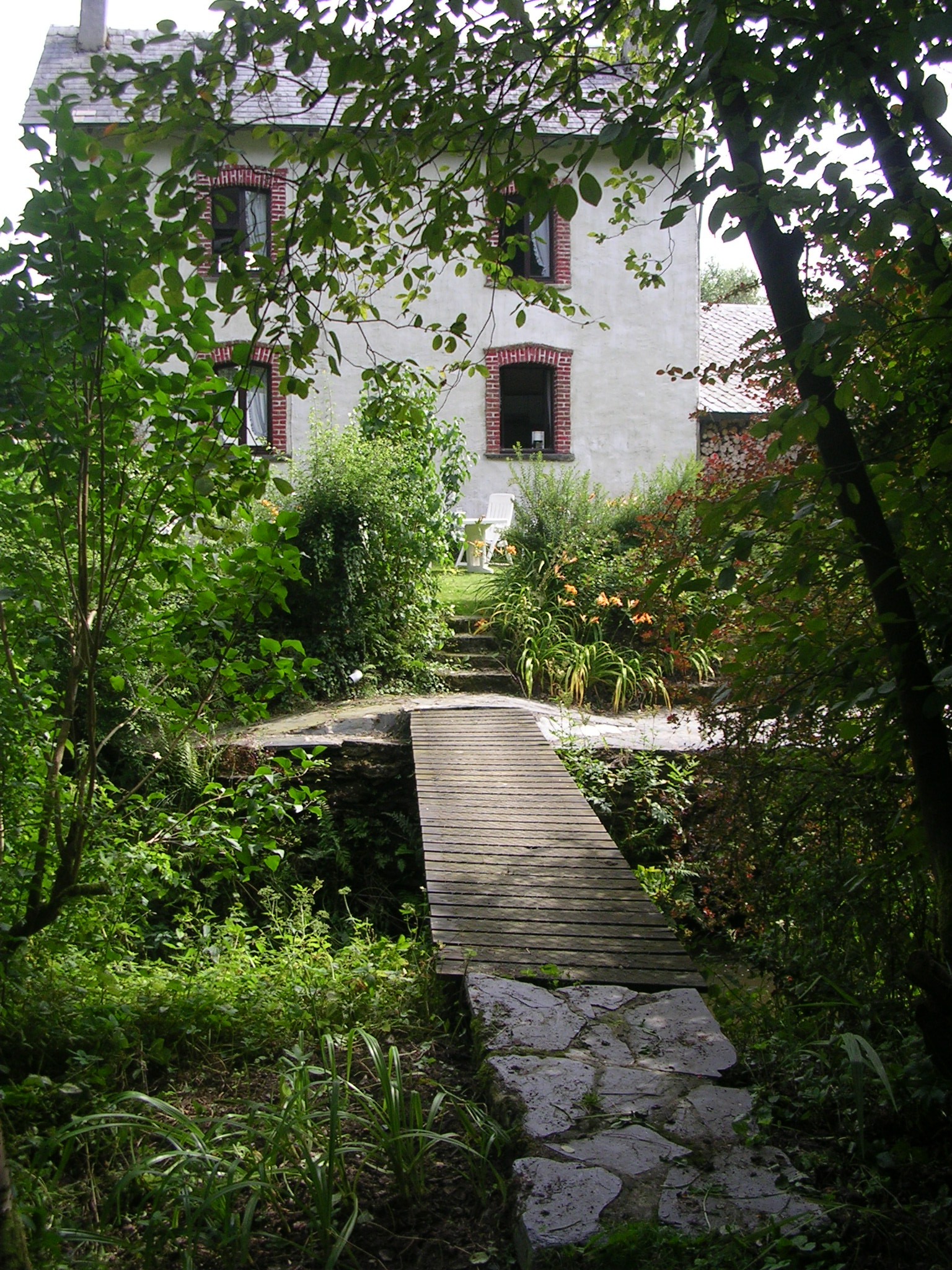
ancien moulin à eau
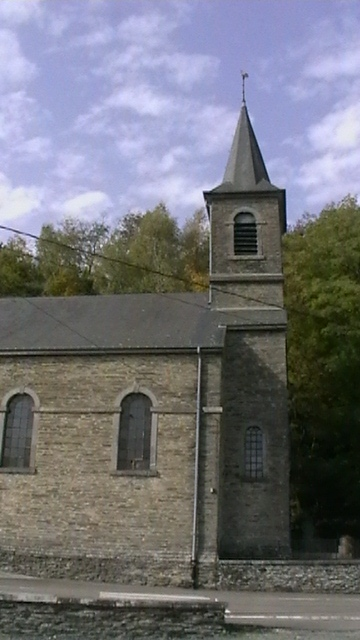
église Saint-Martin

## Population
| 1787 | 1818 | 1911  | 1948 | 1962 | 1970 | 1977 | 2013 | - |
| ---- | ---- | ----- | ---- | ---- | ---- | ---- | ---- | - |
| 72   | 140  | 1 160 | 560  | 621  | 615  | 435  | -    | - |

| 1911 | 1924 | 1948 | 1970 | 1974 | 1977 | - | - | - |
| ---- | ---- | ---- | ---- | ---- | ---- | - | - | - |
| 300  | 132  | 150  | 79   | 59   | 30   | - | - | - |

Production annuelle d’ardoises, :
- 1911 : 12 millions[précision nécessaire]
- 1924 : 6 millions
- 1948 : 8 à 10 millions
- 1968 : environ 6 millions

## Sources
- Calixte Culot, Les Ardoisières de Warmifontaine : Leur histoire, depuis les débuts jusqu’à nos jours, Cercles des Naturalistes de Belgique, 1997, 2e éd. (1re éd. 1980).